# Peugeot Type 66 e 76
Le Type 66 e 76 erano due autovetture di fascia molto alta prodotte tra il 1904 ed il 1905 dalla Casa automobilistica francese Renault.

## Profilo
Erano due vetture che costituivano la declinazione extra-lusso delle meno costose Type 61 e 71. Di fatto, le Type 66 e 76 offrivano maggior spazio, più comfort e motorizzazioni molto più grosse e potenti.
Come le "sorelle minori", erano disponibili in configurazione torpedo.
La prima in ordine cronologico fu la Type 66, prodotta solo nel 1904 in appena 20 esemplari, destinati a clienti assai facoltosi. Lunga 4 m, era caratterizzata da un passo di 2.7 m, molto adatto per una vettura dalla quale si ricercava a quei tempi il meglio in fatto di comodità. Montava un 4 cilindri da 4974 cm³.
Fu sostituita nel 1905 dalla Type 76, una super-ammiraglia ancor più esclusiva, lunga 4.35 metri e dotata di un passo di 3.08 metri. Anche meccanicamente vi erano delle novità: il motore era stavolta un poderoso 4 cilindri da ben 6371 cm³. La Type 76 fu prodotta solo nel 1905 in 32 esemplari.